# Альфред Бенч
Альфред Бенч (нім. Alfred Baentsch; 10 січня 1894, Гарцгероде — 29 серпня 1967, Воронеж) — німецький офіцер, генерал-лейтенант вермахту.

## Біографія
4 серпня 1914 року поступив на службу в Імперську армію. Учасник Першої світової війни. Після демобілізації армії залишений у рейхсвері. З 23 серпня 1939 року — квартирмейстер групи армій «C», з 1 листопада 1939 року — 2-ї армії. 4 березня 1940 року відправлений у резерв ОКГ. З 29 червня 1940 року — в штабі військового командувача Бельгії-Північної Франції, з 20 жовтня 1940 року — в штабі генерала-квартирмейстера Генштабу армії. З 1 листопада 1940 року — начальник відділу військових справ Генштабу армії. 1 червня 1942 року відправлений у резерв фюрера. З 6 липня 1942 року — командир 82-ї піхотної дивізії. 27 січня 1943 року отримав декілька поранень і 31 січня помер.

## Звання
- Фанен-юнкер (4 серпня 1914)
- Фанен-юнкер-єфрейтор (20 січня 1915)
- Фанен-юнкер-унтер-офіцер (27 липня 1915)
- Фенріх (18 жовтня 1915)
- Лейтенант (16 січня 1916)
- Обер-лейтенант (1 липня 1923)
- Гауптман (1 квітня 1928)
- Майор (1 листопада 1934)
- Оберст-лейтенант (1 серпня 1937)
- Оберст (1 грудня 1939)
- Генерал-майор (28 або 29 жовтня 1942)
- Генерал-лейтенант (1 січня 1943; посмертно)

## Нагороди
- Залізний хрест 2-го і 1-го класу
- Нагрудний знак «За поранення» в сріблі — за 4 поранення.
- Почесний хрест ветерана війни з мечами
- Медаль «За вислугу років у Вермахті» 4-го, 3-го і 2-го класу (18 років)
- Застібка до Залізного хреста 2-го і 1-го класу
- Штурмовий піхотний знак в сріблі